# Resolutie 2145 Veiligheidsraad Verenigde Naties
Resolutie 2145 van de Veiligheidsraad van de Verenigde Naties werd op 17 maart 2014 unaniem aangenomen door de VN-Veiligheidsraad. De resolutie verlengde de UNAMA-hulpmissie in Afghanistan met een jaar.

## Achtergrond
In 1979 werd Afghanistan bezet door de Sovjet-Unie, die vervolgens werd bestreden door Afghaanse krijgsheren. Toen de Sovjets zich in 1988 terugtrokken raakten ze echter slaags met elkaar. In het begin van de jaren 1990 kwamen ook de Taliban op. In september 1996 namen die de hoofdstad Kabul in. Tegen het einde van het decennium hadden ze het grootste deel van het land onder controle en riepen ze een streng islamitische staat uit.
In 2001 verklaarden de Verenigde Staten met bondgenoten hun de oorlog en moesten ze zich terugtrekken waarna een interim-regering werd opgericht. Die stond onder leiding van Hamid Karzai, die in 2004 tot president werd verkozen.

## Inhoud

### Waarnemingen
Eind 2014 zou de overeengekomen overgangsperiode in Afghanistan ten einde komen en zou een decennium van hervorming aanvangen. Prioritair waren veiligheid, bestuur, mensenrechten, de rechten van vrouwen, ordehandhaving, ontwikkeling, drugsbeleid en corruptie. De veiligheidssituatie bleef precair. De Taliban, Al Qaida, andere extremisten, gewapende groeperingen, criminelen en drugshandelaars bleven de bevolking, militairen en hulpverleners bedreigen. De terreurgroepen verhinderden ook dat de Afghaanse overheid de orde kon handhaven en de bevolking bescherming, basisdienstverlening en vrijheid bieden. Men was zeer bezorgd om het hoge aantal burgerslachtoffers, die grotendeels door deze groepen werden gemaakt. Eveneens was er zorg over de opiumproductie die in 2013 was gestegen.
In 2014 vonden in Afghanistan presidents- en provinciale verkiezingen plaats; in 2015 gevolgd door parlementsverkiezingen. Tegen het einde van 2014 zou de verantwoordelijkheid voor de veiligheid door de ISAF geheel overgedragen worden aan het Afghaanse leger. De Afghaanse overheid en de NAVO hadden afgesproken dat de NAVO het Afghaanse leger zou blijven opleiden en bijstaan.
De noodhulplevering aan het land moest verbeterd worden. Het Gezamenlijk Humanitair Fonds kon helpen bij de financiering. De Afghaanse overheid werd aangemoedigd de coördinatie op zich te nemen.

### Handelingen
Het mandaat van UNAMA, de VN-ondersteuningsmissie in Afghanistan, werd verlengd tot 17 maart 2015. Deze missie moest onder meer het land helpen bij het organiseren van de komende verkiezingen en van noodhulp.

## Verwante resoluties
- Resolutie 2069 Veiligheidsraad Verenigde Naties (2012)
- Resolutie 2096 Veiligheidsraad Verenigde Naties (2013)
- Resolutie 2210 Veiligheidsraad Verenigde Naties (2015)
- Resolutie 2274 Veiligheidsraad Verenigde Naties (2016)

Lijst ·  2133 ·  2134 ·  2135 ·  2136 ·  2137 ·  2138 ·  2139 ·  2140 ·  2141 ·  2142 ·  2143 ·  2144 ·  2145 ·  2146 ·  2147 ·  2148 ·  2149 ·  2150 ·  2151 ·  2152 ·  2153 ·  2154 ·  2155 ·  2156 ·  2157 ·  2158 ·  2159 ·  2160 ·  2161 ·  2162 ·  2163 ·  2164 ·  2165 ·  2166 ·  2167 ·  2168 ·  2169 ·  2170 ·  2171 ·  2172 ·  2173 ·  2174 ·  2175 ·  2176 ·  2177 ·  2178 ·  2179 ·  2180 ·  2181 ·  2182 ·  2183 ·  2184 ·  2185 ·  2186 ·  2187 ·  2188 ·  2189 ·  2190 ·  2191 ·  2192 ·  2193 ·  2194 ·  2195